# Pelecanus thagus
Pelecanus thagus (лат.), перуанский пеликан — водоплавающая птица семейства пеликановых. Живет на тихоокеанском побережье Перу и Чили. Вид считался долгое время подвидом бурого пеликана (Pelecanus occidentalis) и лишь в 2007 году был признан South American Classification Committee самостоятельным видом . Вне гнездового периода Pelecanus thagus и бурый пеликаны частично встречаются на побережье Перу симпатрично в одной области. У о. Санта Клара не гнездящиеся Pelecanus thagus встречаются вместе с гнездящимся подвидом бурого пеликана Pelecanus occidentalis murphyi. Гибриды между обоими таксонами не были установлены.

## Местообитание
Pelecanus thagus живут на скалистом побережье и гнездятся там в больших колониях, но не на деревьях как бурый пеликан. Его состав сильно зависит от ассортимента питания, прежде всего, от перуанского анчоуса (Engraulis ringen). Сегодня насчитывается примерно 500 000 особей. Однако, это только часть (примерно 30%) первоначальной популяции, которая сильно пострадала от Эль-Ниньо в 1998 году.